# Беркхајм
Беркхајм (њем. Berkheim) општина је у њемачкој савезној држави Баден-Виртемберг. Једно је од 45 општинских средишта округа Биберах. Према процјени из 2010. у општини је живјело 2.675 становника. Посједује регионалну шифру (AGS) 8426019.

## Географски и демографски подаци
Беркхајм се налази у савезној држави Баден-Виртемберг у округу Биберах. Општина се налази на надморској висини од 569 метара. Површина општине износи 25,0 km². У самом мјесту је, према процјени из 2010. године, живјело 2.675 становника. Просјечна густина становништва износи 107 становника/km².

## Међународна сарадња
| Мјесто | Држава    | Врста сарадње | Од    |
| ------ | --------- | ------------- | ----- |
| Куброн | Француска | партнерство   | 1991. |
| Извор  |           |               |       |